# Marmaduke Wyvill
Marmaduke Wyvill (22. prosince 1815, Constable Burton, Yorkshire – 29. června 1896, Bournemouth) byl anglický politik a šachový mistr.
Marmaduke Wywill byl především politik a člen britského parlamentu za Richmond, North Yorkshire v letech 1847 – 1868. V šachovém světě je především znám díky druhému místu na prvním mezinárodním šachovém turnaji roku 1851 v Londýně.
Na turnaj bylo pozváno šestnáct předních světových šachistů, kteří byli rozlosování do osmi dvojic, a hrálo se vyřazovacím způsobem. V prvním kole vyřadil Wyvill pražského rodáka Eduarda Löweho 2:0, v druhém Hugha Alexandra Kennedyho 4:3 (=1) a v semifinále Elijaha Williamse 4:3. Prohrál až ve finále s Adolfem Anderssenem 2:4 (=1), pro kterého toto vítězství znamenalo získání pověsti nejsilnějšího hráče světa.
Často se také připomíná Wywillova série zápasů s italským šachistou Serafinem Duboisem roku 1846 v Římě, ve které prohrál 55:26. Když mu pak Dubois v další sérii poskytl výhodu tahu a pěšce, zvítězil Wywill 39:30.